# ISO 3166-2:TG
ISO 3166-2:TG — стандарт Международной организации по стандартизации, который определяет геокоды. Является подмножеством стандарта ISO 3166-2, относящимся к Того.
Стандарт охватывает пять регионов.  Каждый геокод состоит из двух частей: кода Alpha2 по стандарту ISO 3166-1, для Того — TG и односимвольного кода, записанных через дефис. Дополнительный код в образован из заглавных букв англоязычных названий регионов. 
Геокоды регионов являются подмножеством кодов домена верхнего уровня — TG, присвоенного Того в соответствии со стандартами ISO 3166-1.

## Геокоды первого уровня для Того
Геокоды 5 регионов административно-территориального деления Того. 
| Код  | Административная единица |        |
| ---- | ------------------------ | ------ |
| TG-K | Кара                     | регион |
| TG-M | Маритим                  | регион |
| TG-P | Плато                    | регион |
| TG-S | Саванны                  | регион |
| TG-C | Центральный              | регион |

## Геокоды пограничных для Того государств
- Буркина-Фасо — ISO 3166-2:BF (на севере),
- Бенин — ISO 3166-2:BJ (на востоке),
- Гана — ISO 3166-2:GH (на западе).